# Benjamin Abbot

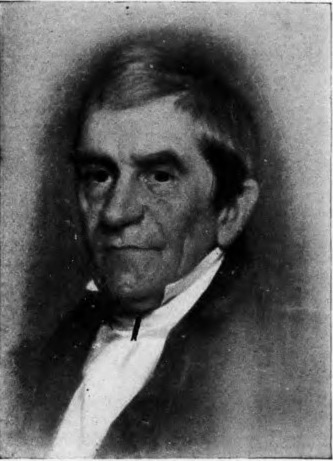
Benjamin Abbot (1894)

Benjamin Abbot (* 17. September 1762 in Andover, Province of Massachusetts Bay; † 25. Oktober 1849 in Exeter, New Hampshire) war ein britisch-amerikanischer Schulleiter der Phillips Exeter Academy.

## Leben
Benjamin Abbot war ein Nachfahre von George Abbot, der um 1640 aus der nordenglischen Grafschaft Yorkshire in das Gebiet der heutigen Vereinigten Staaten eingewandert war und sich in Andover in Massachusetts zum Zeitpunkt der Gründung dieser Stadt niedergelassen hatte. In den nächsten fünf Generationen erhielt jeweils der älteste Sohn der Familie den Vornamen John, und Benjamin Abbot war der Sohn des vierten John Abbot.
Benjamin Abbot besuchte ab 1782 die Phillips Academy in Andover und schloss seine darauffolgende Ausbildung an der Harvard University 1788 erfolgreich als Bachelor of Arts ab. Danach leitete er seit dem 8. Oktober 1788  fast ein halbes Jahrhundert lang ein sehr prestigeträchtiges Internat, die Phillips Exeter Academy, lehrte u. a. Mathematik, Latein sowie Griechisch und legte Wert auf strenge Disziplin und Moral. Er wandte bei Fehlverhalten keine Bestrafung durch körperliche Züchtigung an, sondern beschränkte sich etwa auf die Verordnung von Kehren des Bodens. Außerdem verstand er es auch, seine Schüler zu begeistern. Zu diesen gehörten bedeutende Persönlichkeiten der US-amerikanischen Geschichte wie der Senator und Außenminister Daniel Webster, der Gouverneur von Massachusetts Edward Everett, der Geistliche und Historiker Jared Sparks, der Philosoph und Pädagoge Francis Bowen sowie der Kriegs- und Außenminister Lewis Cass.
Als 29-jähriger Mann schloss Abbot am 1. November 1791 eine Ehe mit Hannah Tracy Emery. Sie verstarb aber bereits 22-jährig am 7. Dezember 1793. Mit Mary Perkins nahm er sich 1798 eine neue Gemahlin. Aus seiner ersten Ehe hatte er einen Sohn, und von seiner zweiten Gattin  bekam er zwei Töchter sowie einen weiteren Sohn. In seiner Freizeit ging er am liebsten Gartenarbeiten nach.
Nach der Absolvierung seiner 50-jährigen Berufslaufbahn an der Phillips Exeter Academy  trat Abbot am 23. August 1838 in den Ruhestand. Die diesbezügliche Abschiedsfeier besuchten hunderte seiner früheren Schüler, und Daniel Webster würdigte seine Verdienste in einer wohlformulierten Rede. Abbot starb am 25. Oktober 1849 im Alter von 87 Jahren in Exeter in New Hampshire. Das älteste Studentenwohnheim der Phillips Exeter Academy wurden nach ihm Abbot Hall benannt.